# Cantharellus cibarius
Cantharellus cibarius —conocido comúnmente como rebozuelo,  anacate o chantarela— es un hongo basidiomiceto de la familia Cantharellaceae. Su seta es comestible, y se puede encontrar cerca de coníferas y árboles planifolios, en la mayor parte de los casos a la sombra de encinas, alcornoques o robles. En la época de verano-otoño esta seta aparece como ingrediente en muchos de los platos de la cocina europea.

## Características

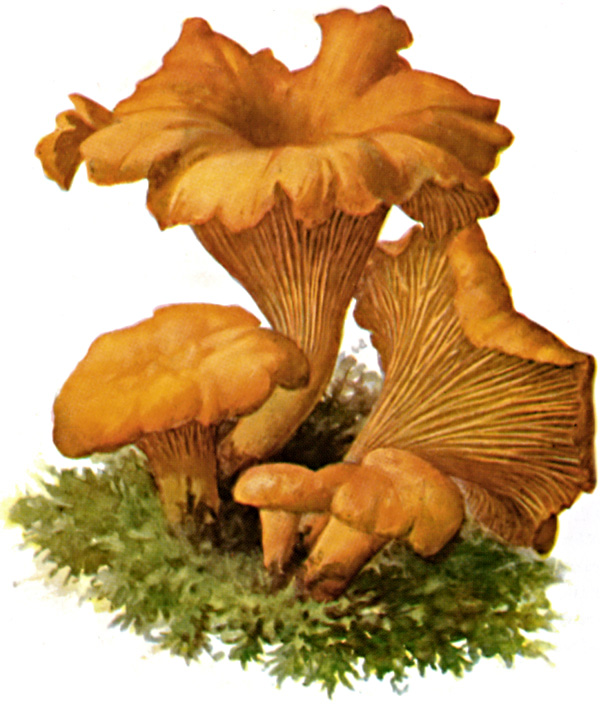
Cantharellus cibarius.

Esta seta es fácil de detectar y reconocer en la naturaleza. El cuerpo mide entre 3 y 10 centímetros de ancho y entre 5 y 10 cm de alto. Como su nombre latino indica Cantharellus,  es el diminutivo de copa, indicando de esta manera la forma más habitual de esta seta (otras descripciones habituales mencionan una trompeta). 
El color no es característico ya que depende de las características del terreno donde crece, aunque suele ir entre el amarillo blanquecino hasta el naranja. Aparecen manchas rojas en el sombrero de la seta si está dañada. El sombrero es muy variable de tamaño y puede llegar a 6 a 10 cm.
Los rebozuelos tienen un ligero aroma y sabor a albaricoque.

## Hábitat
El Cantharellus cibarius crece en regiones de templado, bajo árboles caducifolios (abedul) así como coníferas, más bien en suelos ácidos, desde principios de verano hasta finales de otoño según las regiones: de mediados de julio a mediados de septiembre en Quebec, de finales de agosto a finales de octubre en el Ardenas. Desaparece con las primeras heladas, pero puede recolectarse en Navidad cerca del Mediterráneo. A veces es gregario y es fiel a sus localidades.
Según la bibliografía, el rango de hospedadores de Cantharellus cibarius parece ser muy amplio, incluyendo géneros como Pinus, Picea, Castanea, Betula, Quercus, Corylus, Pseudotsuga, Eucalyptus y Shorea. Debido al hecho de que los rebozuelos se encuentran en ambientes variables como bosques de abedules a gran altitud, o bosques de abetos secos o húmedos, es muy difícil especificar las condiciones ecológicas en las que pueden desarrollarse.  Las observaciones en el bosque y los ensayos sugieren que el micelio se desarrolla bien en suelos de entre 0 y 10 centímetros de profundidad. Parece preferir suelos bien drenados, baja disponibilidad de nitrógeno y un pH entre 4 y 5,5

## Ecología y fenología

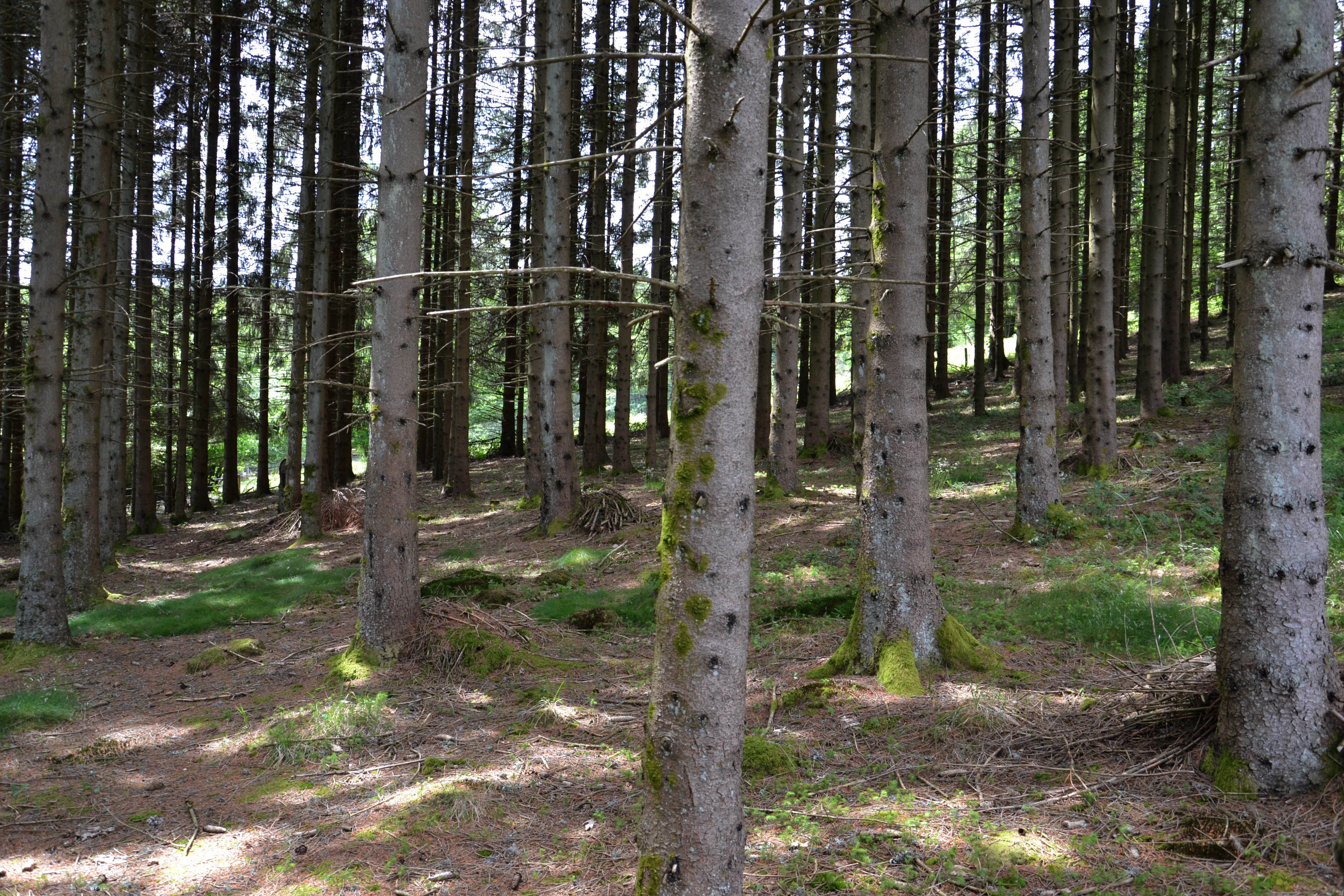
Sitio potencial de rebozuelos en bosque acidófilo de abetos con vegetación escasa.

El rebozuelo es un hongo micorrícico que forma simbiosis con varios árboles de coníferas y caducifolios. En Europa Central, el árbol preferido es la pícea, seguida del haya cobriza. El hongo también puede asociarse con robles, pinos y abetos, y en raras ocasiones con tilos. El rebozuelo coloniza diversos tipos de bosque en suelos moderadamente secos, alcalinos y pobres en nutrientes. En zonas calcáreas, sólo coloniza suelos superficialmente acidificados. A menudo crece de forma muy «gregaria» en plantaciones jóvenes y en zonas más o menos abiertas que sólo están cubiertas escasamente de hierbas, arbustos y musgos.
Los cuerpos fructíferos del rebozuelo aparecen en Europa Central de junio a noviembre.

### Evolución de la población y peligro de extinción
Todas las especies de rebozuelos están protegidas en Alemania y figuran como «especialmente protegidas» en el Apéndice 1 de la Ordenanza federal de protección de especies. Se pueden recolectar en pequeñas cantidades para uso personal.
El rebozuelo es una seta bastante común. Entre los factores de peligro se encuentran la falta de precipitaciones a largo plazo, la disminución de las aguas subterráneas, las intervenciones forestales y la compactación del suelo por la maquinaria forestal y las zonas forestales muy utilizadas. En Baden-Württemberg, el rebozuelo está clasificado en el grupo de peligro G 3 (actualmente sigue siendo común, pero con una considerable tendencia a disminuir).
La especie también está «en peligro» en Austria, por lo que está protegida en todos los estados federados. De acuerdo con la Ley Forestal, los hongos sólo pueden ser recolectados por particulares hasta una cantidad máxima de dos kilogramos. En Tirol, Salzburgo y Carintia se aplican otras restricciones.

### Especies cercanas y posibles confusiones
Cantharellus cibarius es un hongo muy polimórfico, “tiene casi tantas formas y variedades como árboles con los que vive en afinidad”. Una de estas variedades ha sido elevada a especie separada con el nombre de Cantharellus californicus. Todos también son comestibles.
Pueden ocurrir confusiones más peligrosas con el falso rebozuelo (Hygrophoropsis aurantiaca), de efectos posiblementes laxantes, o, en las regiones del sur, con el  seta de olivo (Omphalotus olearius), tóxico. Respecto al primero, destaca su hábitat exclusivo bajo las coníferas, su color más anaranjado, su himenio laminado y no plegado, su carne flácida. Respecto al segundo, además de su hábitat, notaremos su crecimiento en matas (sobre tocones y no en el suelo) y su color más cobrizo.

## Usos gastronómicos
Sin duda una de las setas más populares, en algunos países incluso preferida a los porcini.
Es una seta agradable de sabor y tiene rendimiento culinario tanto guisada como en conserva o seca (se conservan hasta un año a temperatura ambiente). La carne es prieta y la convierte en un acompañamiento ideal de carnes. La seta posee pequeñas trazas de amanitinas, pero para poder ser envenenado hay que llegar a comer cientos de kilos.
Se presta bien a la conservación en aceite o vinagre o incluso desecada.  De esta última forma se utiliza para condimentar diversos platos u otras setas, por lo que se le llama «el perejil de las setas».  Si se consume fresco, es aconsejable escaldarlo antes, ya que de lo contrario se vuelve ligeramente amargo.

## Similitudes
Suele confundirse con la Hygrophoropsis aurantiaca, denominada "falso rebozuelo", que es una seta comestible. Otra seta similar, que crece en ramilletes bajo los troncos es la denominada "seta del olivo" (Omphalotus olearius) es considerada venenosa. Igualmente, otra especie muy parecida y de iguales características culinarias es Cantharellus subpruinosus que se caracteriza por poseer tonos blanquecinos en la cutícula.

## Sinonimia
Existen varios sinónimos para esta especie:
- Agaricus alectorolophoides Schaeff. 1774
- Agaricus chantarellus L. 1753
- Agaricus chantarellus Bolton 1788
- Alectorolophoides cibarius (Fr.) anon.
- Cantharellus alborufescens (Malençon) Papetti & S. Alberti 1999
- Cantharellus cibarius f. neglectus M. Souché 1904
- Cantharellus cibarius subsp. flavipes R. Heim 1960
- Cantharellus cibarius subsp. nanus R. Heim 1960
- Cantharellus cibarius subsp. umbrinus R. Heim 1960
- Cantharellus cibarius var. albidus Maire 1937
- Cantharellus cibarius var. alborufescens Malençon 1975
- Cantharellus cibarius var. albus Fr. 1937
- Cantharellus cibarius var. bicolor Maire 1937
- Cantharellus cibarius var. cibarius Fr. 1821
- Cantharellus cibarius var. flavipes R. Heim ex Eyssart. & Buyck 2000
- Cantharellus cibarius var. flavipes (R. Heim) Corner 1966
- Cantharellus cibarius var. nanus (R. Heim) Corner 1966
- Cantharellus cibarius var. neglectus (M. Souché) Sacc. 1905
- Cantharellus cibarius var. pallidus R. Schulz 1924
- Cantharellus cibarius var. salmoneus L. Corb. 1929
- Cantharellus cibarius var. umbrinus (R. Heim) Corner 1966
- Cantharellus edulis Sacc. 1916
- Cantharellus neglectus (M. Souché) Eyssart. & Buyck 2000
- Cantharellus pallens Pilát 1959
- Cantharellus rufipes Gillet 1874
- Cantharellus vulgaris Gray 1821
- Chanterel alectorolophoides (Schaeff.) Murrill 1910
- Chanterel chantarellus (L.) Murrill 1910
- Craterellus cibarius (Fr.) Quél. 1888
- Merulius alectorolophoides (Schaeff.) J.F. Gmel. 1792
- Merulius chantarellus (L.) Scop. 1772
- Merulius cibarius (Fr.) Westend. 1857

## Taxonomía
Hasta hace cierto tiempo, todos los rebozuelos amarillos o dorados de Norteamérica se clasificaban como Cantharellus cibarius. Desde entonces, se ha demostrado que se trata de un grupo de especies emparentadas conocido como grupo o complejo de especies Cantharellus cibarius, con C. cibarius sensu stricto restringido a Europa En 1997, se identificaron el rebozuelo dorado del Pacífico (C. formosus) y C. cibarius var. roseocanus,  y después el C. cascadensis en 2003 y el C. californicus en 2008. Hay investigaciones en curso sobre otras especies adicionales.

### Subespecies en Francia
El inventario de 2020 reconoce 10 variedades y 1 forma:
- Forma: Cantharellus cibarius f. pallidus R. Schulz
- Variedad: Cantharellus cibarius var. albidus Maire
- Variedad: Cantharellus cibarius var. amarescens Piane
- Variedad: Cantharellus cibarius var. atlanticus Romagn., 1995
- Variedad: Cantharellus cibarius var. bicolor Maire
- Variedad: Cantharellus cibarius var. flavipes (Heim) Corner ex Eyssartier & Buyck
- Variedad: Cantharellus cibarius var. pallidus Schaeff.
- Variedad: Cantharellus cibarius var. rufipes (Gillet) Cooke, 1883
- Variedad: Cantharellus cibarius var. salmoneus Corbière
- Variedad: Cantharellus cibarius var. squamulosus (Blytt) Eyssartier & Buyck
- Variedad: Cantharellus cibarius var. umbrinus (Heim) Corner ex Eyssartier & Buyck

### Esquema del clado Cantharelloides
Aunque los estudios distinguen seis especies de rebozuelos en América del Norte, aún no se ha realizado ningún análisis filogenético para comprender el parentesco de los rebozuelos europeos.
Esquema del clado Cantharelloides, posición de Cantharellus cibarius
- - Sistotrema confluens Ancestro común más reciente
  - Especies de Hydnum
    - Craterellus tubaeformis
    - Especies de Craterellus
      - Craterellus cornucopioides
        - Cantharellus
        - Cantharellus appalachensis
          - Cantharellus minor

        - Cantharellus cinnabarinus
        - Cantharellus lateritius
          - Cantharellus persicinus
            - Cantharellus cibarius sensu lato
            - Cantharellus formosus, (Oeste de Estados Unidos, bosques de hoja ancha)
              - Cantharellus cascadensis: (Oeste de Estados Unidos)
              - Cantharellus californicus: (Oeste de Estados Unidos, bosque de Pseudotsuga menziesii), Posición probable
                - Cantharellus cibarius sensu stricto (Europa, bosque de abedules, y de Coníferas)
                  - Posición del clado europeo
                    - 25 especies[23]·[24]

                - Cantharellus roseocanus, (Oeste de Estados Unidos, bosque de Pinus muricata)

              - Cantharellus subalbidus,[25] (Oeste de Estados Unidos, bosque de Quercus agrifolia)

En 2015, otros estudios filogenéticos realizados para caracterizar a nivel taxonómico rebozuelos con colores que van del blanco al naranja, confirmaron la identificación de varias especies diferentes.